# الدوري الإسباني الدرجة الثانية
الدوري الإسباني الدرجة الثانية (بالإسبانية: Segunda División)‏ هو ثاني أعلى قسم من مسابقات الدوري الاحترافي في إسبانيا بعد دوري الدرجة الأولى. ابتدائا من موسم 2023–24 الاسم الرسمي للدوري هو La Liga Hypermotion لأسباب الرعاية.
تم إنشاء الدوري في عام 1929 من قبل الاتحاد الإسباني الملكي لكرة القدم. تم تنظيمه منذ 1983 من قبل رابطة كرة القدم الاحترافية في إسبانيا (LFP).

## وصلات خارجية
- الموقع الرسمي